# Spertiniita

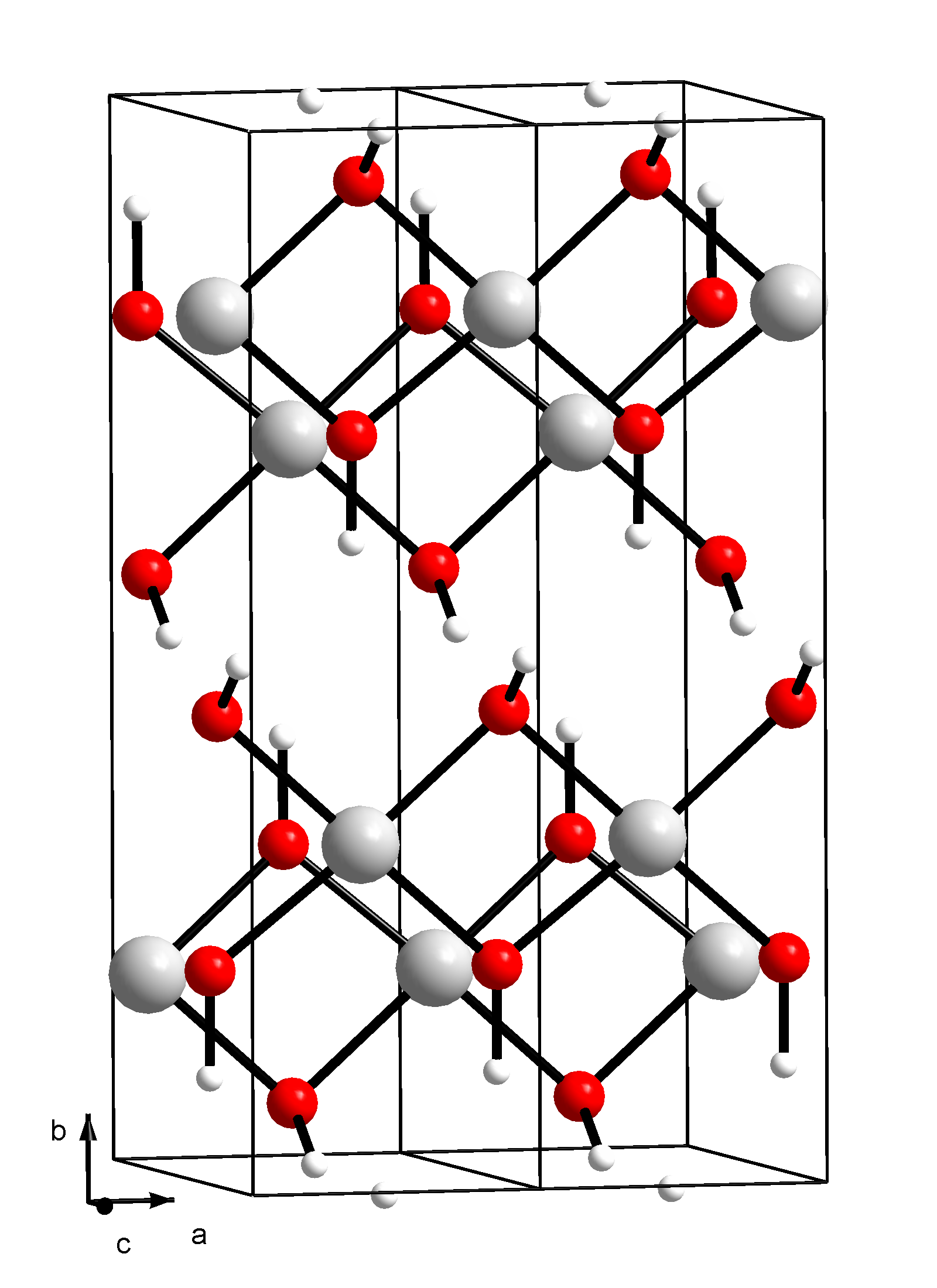
estructura cristalina de Spertiniita

La Spertiniita es un mineral raro de hidróxido de cobre. Químicamente es hidróxido cúprico (también llamado hidróxido de cobre (II) de fórmula Cu(OH)2. Se presenta como agregados cristalinos ortorrómbico tabulares de azul a azul-verde en un entorno alcalino secundario alterando la Calcosina. Entre los minerales asociados se encuentran la calcosina, atacamita, cobre, diópsido, grosularia y vesuvianita.
El mineral de la foto proviene de la mina de Jezkazgan, provincia de Karagandá, Kazajistán Horizonte de visión: 5 mm. El espécimen es una Spertiniita azul blanquecina.

## Historia
Fue descrita por primera vez en 1981 debido a una aparición en la cantera Jeffrey de la mina Johns-Manville en Asbestos Estrie, Quebec. Fue nombrado en honor al Geólogo minero Francesco Spertini (nacido 1937). Además, con respecto a la Localización geológica, se han encontrado yacimientos en Monte Saint-Hilaire, Quebec; Ely (Nevada), Condado de White Pine Nevada; y bisbee, Condado de Cochise Arizona. También está presente en Jezkazgan, Provincia de Karagandá Kazajistán; en Astfeld, en el macizo del Harz, Alemania; y en Tsumeb, Namibia.

## Crisocola
Un estudio de 2006 ha arrojado evidencias de que la crisocola podría ser una mezcla microscópica de mineral de hidróxido de cobre spertiniita, sílice amorfa (probalamente calcedonia u ópalo) y agua.